# Sören Bendrik
Axel Folke Sören Bendrik, född 8 november 1915 i Norrala församling, Gävleborgs län, död 17 december 1986, var en svensk redaktör. 
Bendrik, som var son till kamrer Axel Bendrik och Maria Berger, blev filosofie kandidat vid Uppsala universitet 1941. Han var medarbetare i Tidningarnas Telegrambyrå 1941–1942, sekreterare i Statens Informationsstyrelse 1942–1944, medarbetare i Aftontidningen 1944–1948, redaktionssekreterare i Vecko-Journalen 1948–1953, redaktionssekreterare och redaktionschef i Industria 1953–1959, redaktionschef och ansvarig utgivare för Aftonbladet 1959–1960, redaktionschef i Idun 1960–1963, reporter och redaktionschef i Industria 1963–1971, medarbetare i Arbetsgivaren/SAF-tidningen 1971–1980. Han författade Yrken i närbild (1965) och Tolv jobb och människorna bakom (1978).